# Смирнов, Иван Фёдорович
Ива́н Фёдорович Смирно́в (подпольная кличка — Никола́й Ла́сточкин; 1885—1919) — профессиональный революционер, большевик, профсоюзный деятель, Председатель Одесского подпольного обкома КП(б)У, комиссар разведки, один из руководителей Иностранной коллегии. Казнён властями Юга России.

## Биография
Вступил в РСДРП в 1906 году. Подвергался арестам, с 1914 года сослан в Сибирь. После Февральской революции смог вернуться в Европейскую Россию. В августе 1917 года был избран Председателем Центрального совета фабрично-заводских комитетов города Киева. Затем — членом исполкома Киевского Совета. В конце 1918 года был направлен на подпольную большевистскую работу в Одессу, где стал Председателем Одесского обкома большевиков и одним из руководителей Иностранной коллегии. В начале 1919 года был избран в ВУЦИК. Одесскому контрразведывательному отделению ВСЮР удалось выйти на след большевистского подполья в городе и разгромить его.

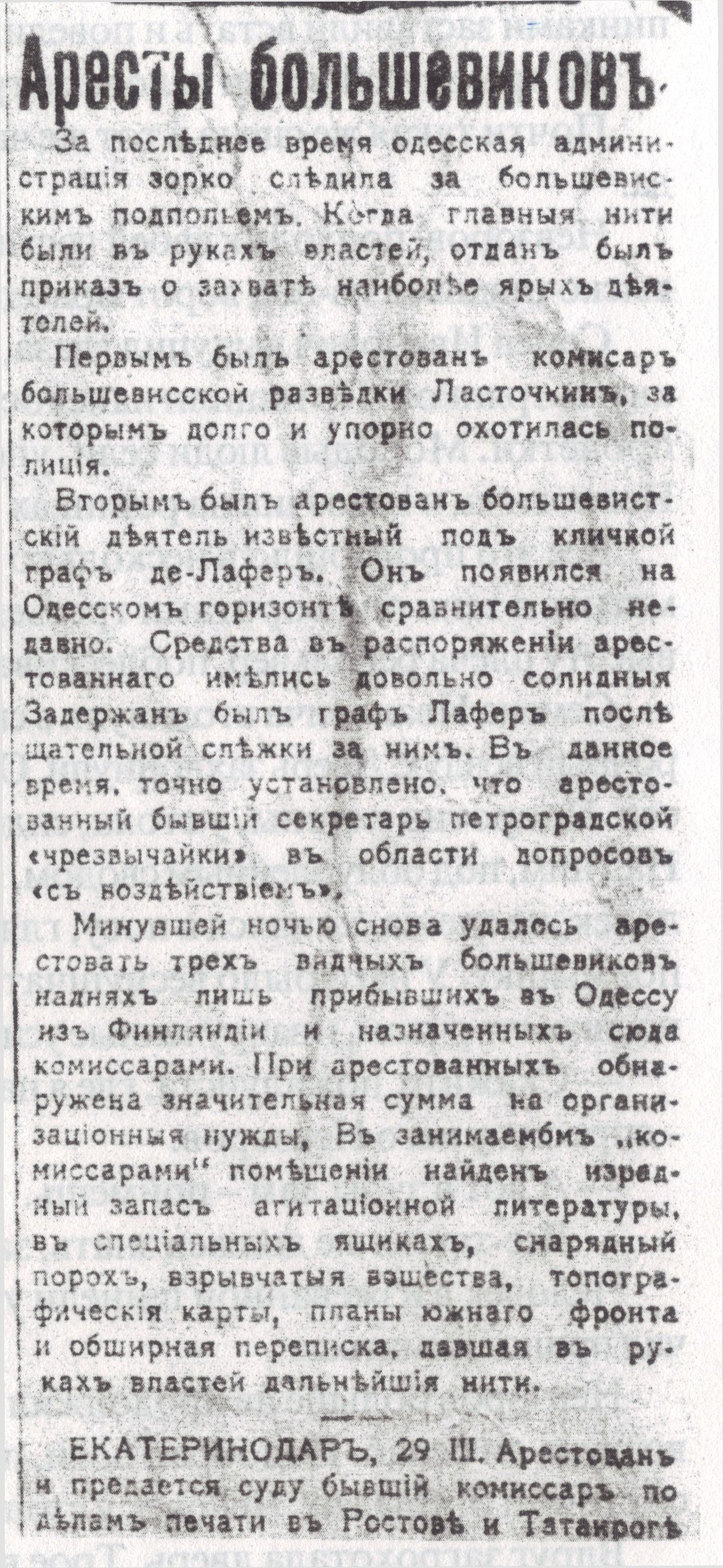
«Аресты большевиков». Сообщение об аресте Ласточкина и Лафара. «Наше слово», 2 апреля 1919

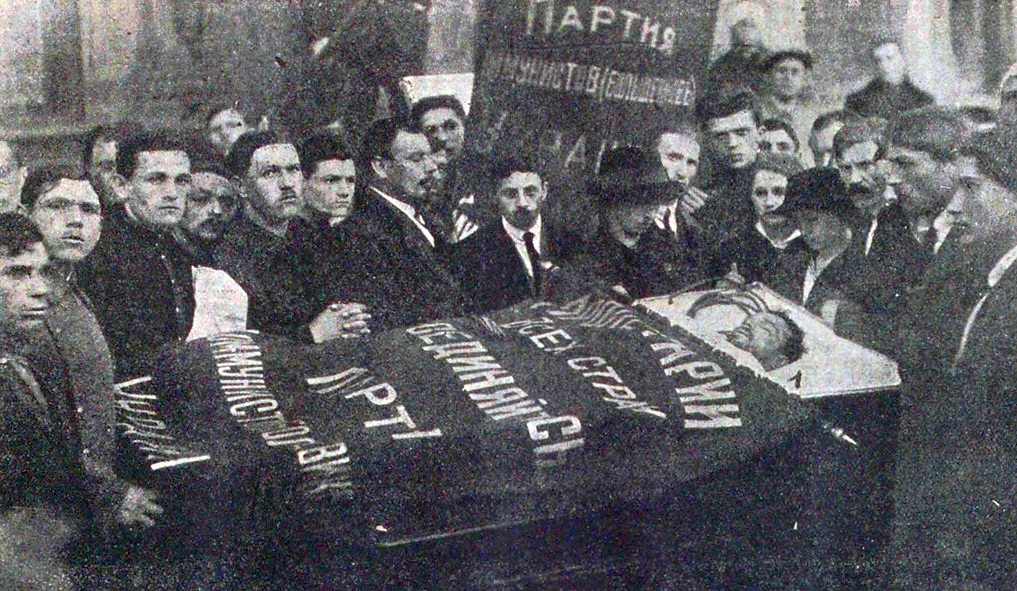
У гроба Ивана Смирнова (Николая Ласточкина)

Арестован белой контрразведкой вечером 23 марта:

Аресты большевиков.
За последнее время одесская администрация [то есть белая контрразведка] зорко следила за большевистским подпольем. Когда главные нити были в руках властей, отдан был приказ о захвате наиболее ярых деятелей.
Первым был арестован комиссар большевистской разведки Ласточкин, за которым долго и упорно охотилась полиция.
Вторым был арестован большевистский деятель, известный под кличкой граф де-Лафер. Он появился на Одесском горизонте сравнительно недавно. Средства в распоряжении арестованного имелись довольно солидныя. Задержан был граф Лафер после тщательной слежки за ним.
В данное время, точно установлено, что арестованный [—] бывший секретарь петроградской «чрезвычайки»…
«Наше слово», 2 апреля.
Расстрелян деникинской контрразведкой в ночь с 1 на 2 апреля 1919 года на стоявшей в Одесском порту барже № 4, труп утоплен.
В середине апреля 1919 г., после взятия Одессы Красной армией 6 апреля 1919 г., труп Ласточкина и других убитых на барже был поднят и опознан. Перезахоронен в Мариинском парке в Киеве (могила не сохранилась).

## Память
- В советские времена улица Ланжероновская в Одессе носила имя Ласточкина. В Киеве до 2015 года была улица Смирнова-Ласточкина.
- Ласточкин — прототип главного героя пьесы 1932 года одессита Льва Славина «Интервенция (пьеса)» большевика Мишеля Воронова (Ворон = Ласточка). Роли исполняли разные актёры. В экранизации 1968 года «Интервенция» роль исполнил Владимир Семёнович Высоцкий.
- Ласточкин — персонаж фильма 1965 года «Эскадра уходит на запад» режиссёров Мирона Билинского и Николая Винграновского. Роль исполнил Адольф Шестаков.